# تخريب متعمد

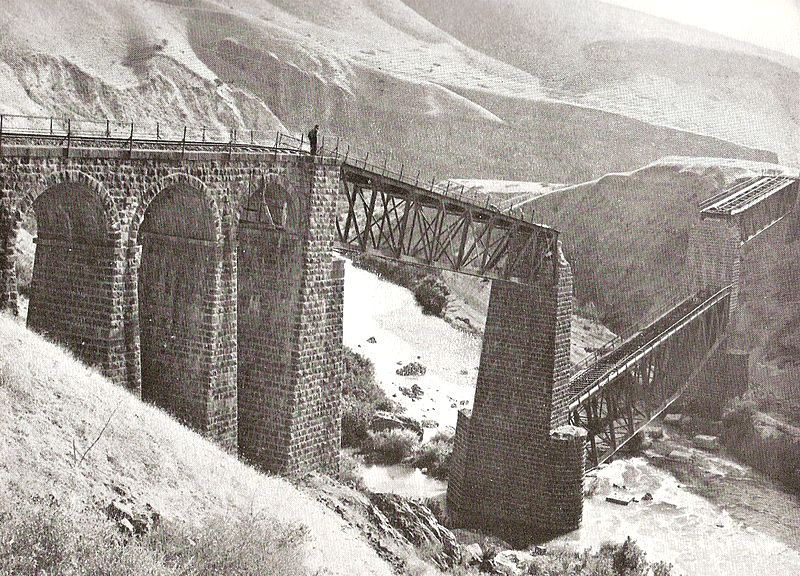
دمرت العصابات الصهيونية المسلحة جسر وادي اليرموك لإعطاب سكة حديد الحجاز سنة 1946م.

التخريب المتعمد عمل يهدف مباشرة إلى عرقلة منشأ، مثلا تكسير شركة لآلات منافسيها، لا سيما خفية.